# Styloniscus japonicus
Styloniscus japonicus är en kräftdjursart som beskrevs av Nunomura 2000A. Styloniscus japonicus ingår i släktet Styloniscus och familjen Styloniscidae. Inga underarter finns listade i Catalogue of Life.